# Grégory Karlen
Grégory Karlen (* 30. Januar 1995 in Sitten) ist ein Schweizer Fussballspieler, der zuletzt beim FC St. Gallen unter Vertrag stand.

## Karriere
Grégory Karlen wurde in Sitten, als jüngerer Bruder von Gaëtan Karlen, der beim FC Sion spielt, geboren und gelangte so zur Jugendakademie des heimischen FC Sion, wo er mit dem Fussballspielen begann.
Karlen spielte zunächst als Stürmer beim FC Sion in der U21-Mannschaft. 2015 wurde er als Mittelfeldspieler in die in der Super League spielende 1. Mannschaft übernommen. 2018 wurde er an den FC Thun ausgeliehen, der ihn 2019 übernahm und mit dem er 2020 in die Challenge League abstieg. 2022 wechselte er zum FC St. Gallen und kehrte damit in die Super League zurück.